# Amaravati (rivière)
L'Amaravati est une rivière indienne coulant dans les états du Kerala et du Tamil Nadu, et un affluent droit du fleuve le Cauvery.

## Géographie
De 282 km de long.

### Bassin versant
Son bassin versant de 8 380 km2 de superficie.

## Affluents
- Chinnar (rg[note 1]),
- Pambar (rg),
- Thenar (rd),
- Kudimiyar (rd),
- Shanmuga Nadi (rd),
- Kukakanar (rd),

## Hydrologie
Son régime hydrologique est dit pluvial tropical à moussons.

## Aménagements et écologie

### Barrage de l'Amaravathi
Amaravathi Dam (en)

## Galerie

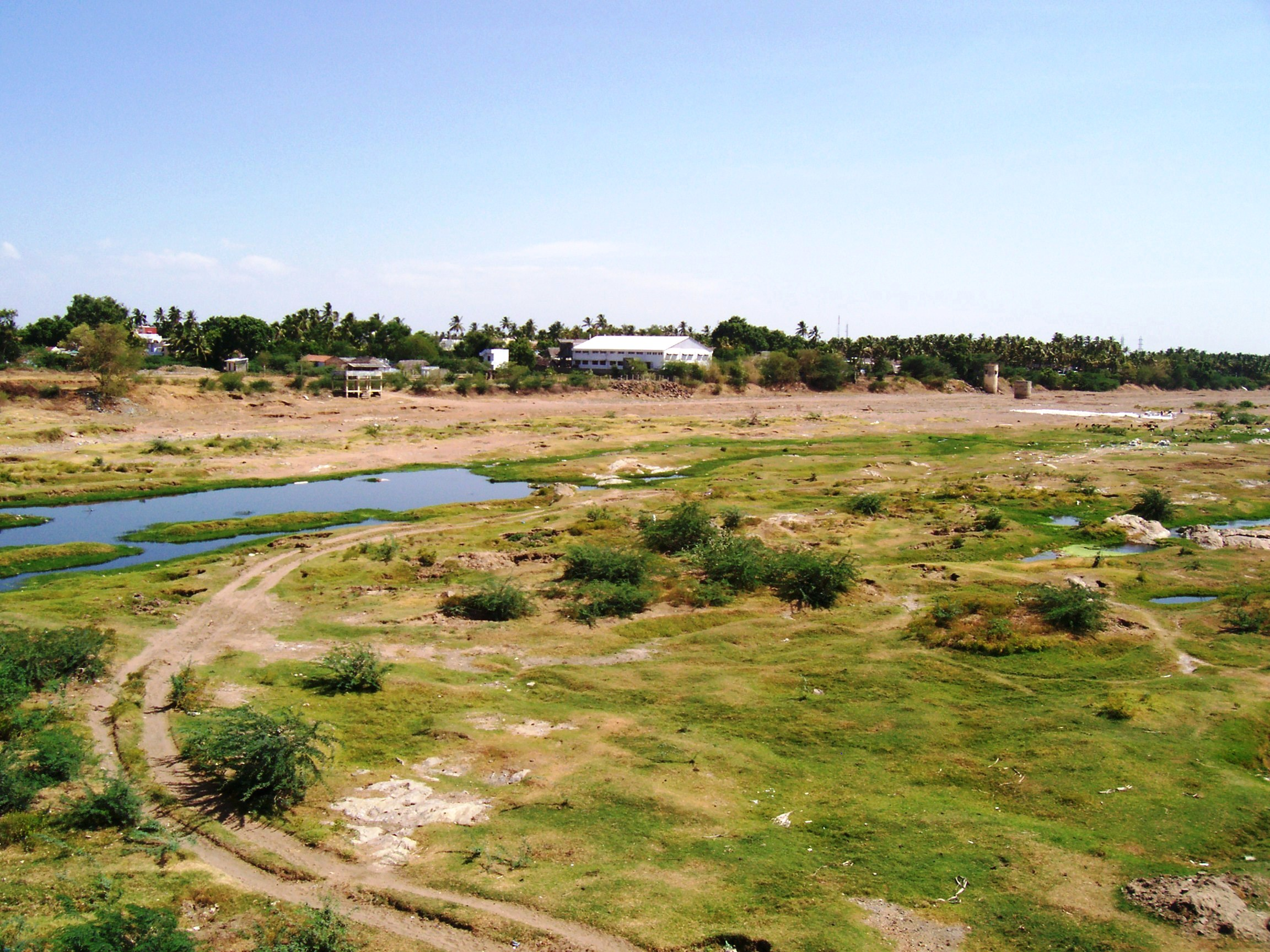
The wide Amaravathi River bed at Karur
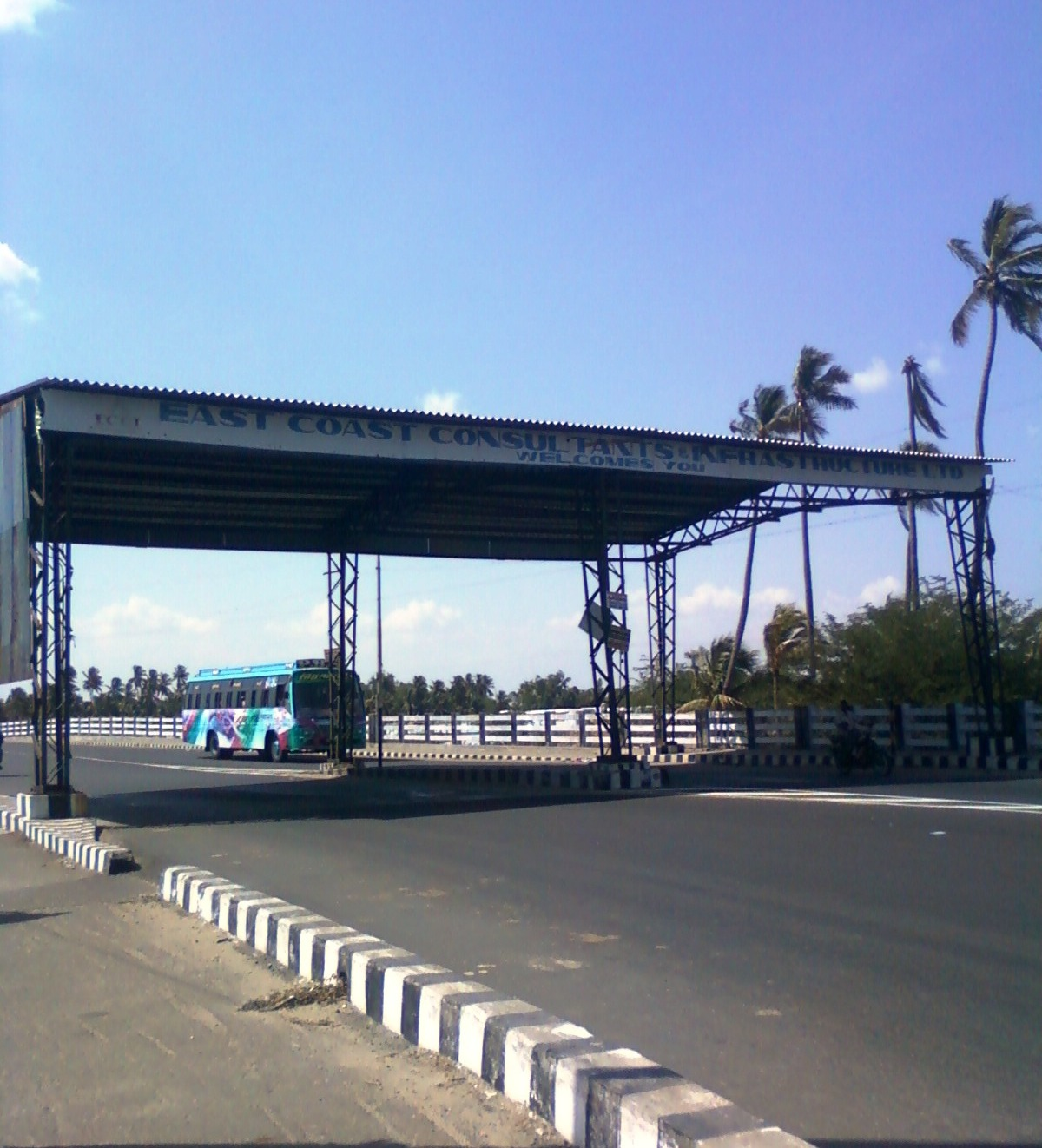
Toll plaza near Karur on NH7
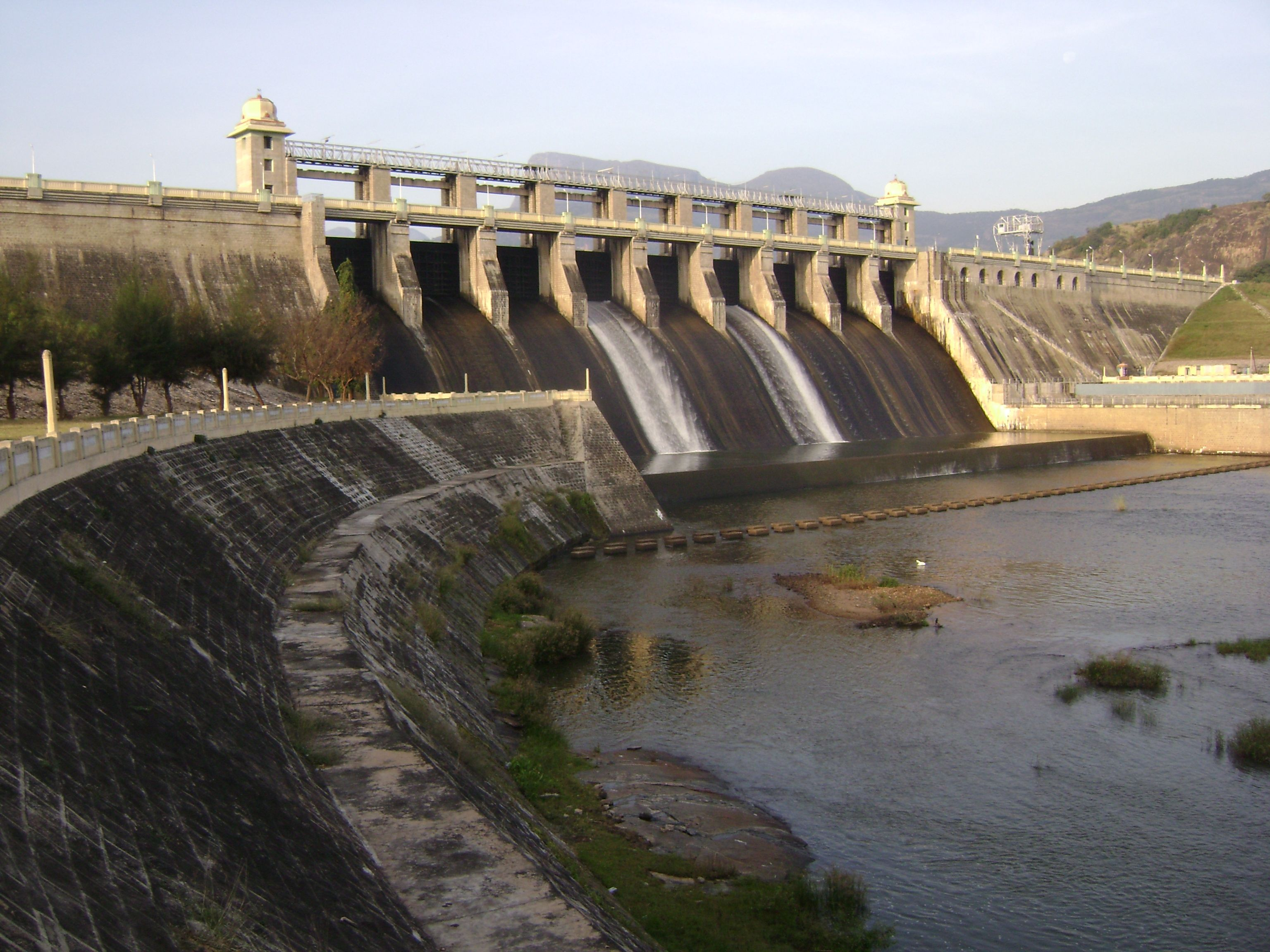
Barrage de l'Amaravathi